# Acleris dealbata
Acleris dealbata (лат.) — вид бабочек из семейства листовёрток. Распространён на юге Приморского края и в Японии (Хоккайдо, Хонсю). Обитают в дубово-широколиственных и чернопихтово-широколиственных лесах. Гусеницы встречаются в мае-июне в сплетённых листьях клёна маньчжурского. Бабочки в Приморском крае встречаются с июля по конец августа, в Японии с июня по июль и с августа по сентябрь (два поколения). Размах крыльев 15—16 мм.